# Keguitxivka
Keguitxivka (en ucraïnès Кегичівка i en rus Кегичёвка) és una vila de la província de Khàrkiv, Ucraïna. El 2021 tenia 5.771 habitants.